# あの手この手
『あの手この手』（あのてこのて）は、1952年12月23日に公開された日本映画。

## 解説
京都伸夫原作のラジオドラマ『アコの贈り物』を、市川崑監督が映画化したホームコメディ。当時東宝と関係の強い藤本プロに身を寄せていた市川に、1本だけという条件で大映のプロデューサーだった辻久一から監督の依頼があり、藤本真澄の承諾の元、大映京都で撮影が行われたが、都会的な話にもかかわらず、主に時代劇を撮っていたため、小道具類にイメージに沿うものがなく、撮影は往生したという。脚本は市川と和田夏十の夫婦共作だが、大部分は和田が執筆している。

## キャスト
- 久我美子:アコちゃん
- 森雅之:鳥羽さん
- 水戸光子:近子夫人
- 堀雄二:天平君
- 津村悠子:女中・鈴江
- 望月優子:野呂夫人
- 大伴千春:女代議士
- 平井岐代子:マダム星子
- 毛利菊枝:アコの祖母
- 近衛敏明:PPP編集長
- 伊藤雄之助:野呂ドクター
- 荒木忍:評論家
- 南部彰三:アコの父
- 伊達三郎:小説家
- 原聖四郎:文化部長
- 旗孝思:雑誌記者
- 久原亥之典:クリーニング屋小僧
- 竹内陽子:看護婦
- 相馬幸子:女デザイナー
- 三上哲:秋山

## スタッフ
- 監督：市川崑
- 企画：辻久一
- 原作：京都伸夫のラジオドラマ（朝日放送＜近鉄パール・アワー＞）『アコの贈物』
- 脚本：和田夏十、市川崑
- 撮影：武田千吉郎
- 照明：岡本健一
- 美術：西岡善信
- 録音：大谷巌[2][3]
- 衣裳：後藤定子
- 衣裳調整：近鉄百貨店
- 編集：宮田味津三
- 音楽：黛敏郎
- 助監督：多田英憲
- 協力：近畿日本鉄道
- 記録：木村恵美
- 製作主任：竹内次郎
- スチール：斎藤勘一